# Jesen stiže, dunjo moja
»Jesen stiže, dunjo moja«, tudi »Ne varaj jarana«, je ljubezenska pesem, ki jo je napisal srbski pesnik Milorad Petrović Seljančica, uglasbil pa jo je Isidor Bajić. Posneli so jo med drugim Predrag Tozovac, Milan Prunić in Raša Pavlović. Sčasoma je postala običajen del repertoarja tamburašev.
Đorđe Balašević jo omenja v svoji pesmi »Svirajte mi Jesen stiže, dunjo moja«.
Obstaja še ena pesem, ki nosi enak naslov in se zato pogosto meša s Petrovićevo – priredba madžarske pesmi, za katero je besedilo napisal Jovan Jovanović Zmaj. Njo so izvajali Dušan Jakšić, Zvonko Bogdan, Oliver Dragojević in drugi. 